# Higueras, Nuevo León
Higueras là một đô thị thuộc bang Nuevo León, México. Năm 2005, dân số của đô thị này là 1427 người.